# Joan Baptista Codina i Formosa
Joan Baptista Codina i Formosa (Sabadell, 16 d'abril de 1860 - Barcelona, 11 de febrer de 1923) fou un filòleg i eclesiàstic català.

## Biografia
Joan Codina va esdevenir doctor en Filosofia i Lletres i en Teologia. Cursà estudis eclesiàstics al Seminari de Barcelona simultàniament al batxillerat i Filosofia i Lletres, i el doctorat en lletres el va fer a la Universitat de Madrid, on va ser deixeble de Menéndez Pelayo. Va ser professor de llatí, grec i hebreu al Seminari de Barcelona, on formà diverses generacions de futurs clergues, i prefecte d'estudis de 1905 a 1917. Autor d'un primer intent de traduir la Bíblia al català, se'l considera un precursor de les versions bíbliques dels monjos de Montserrat i de la Fundació Bíblica Catalana. El 1906 participà en el I Congrés Internacional de la Llengua Catalana, on va presentar una moció sobre qüestions ortogràfiques –Importància de l'ortografia: necessitat d'equilibrar l'element fonètic amb l'etimològic–, que fou inclosa a les conclusions del Congrés. Prèviament, el 1899 havia ingressat a la Reial Acadèmia de Bones Lletres de Barcelona.
El març de 1925, l'Ajuntament de Sabadell, presidit per l'alcalde Esteve Maria Relat, va prendre l'acord de donar el nom del doctor Codina a un carrer del barri de la Creu Alta.